# Blauw Wit Oldebroek
Blauw Wit Oldebroek is een volleybalvereniging in Oldebroek.

## Historie
Op 19 december 1962 werd in zaal Herkert besloten tot oprichting van een volleybalvereniging binnen de gemeente van Oldebroek. Met voorlopig bestuur Van der Knaap (voorzitter), Haklander (penningmeester) en Klein (secretaris). Dit Bestuur werd gekozen tijdens de eerste ledenvergadering op 10 januari 1963. Tevens werden op deze vergadering de reglementen vastgesteld en de naam van de vereniging Blauw Wit Oldebroek gekozen.
De eerste competitiewedstrijd werd op 19 september 1963 tegen een team van V.Z.K. gespeeld. Blauw Wit verloor deze wedstrijd.

### Sponsoring
Sponsoren zijn in de loop van de tijd geweest: Rabobank, Hubart, Smit, Nagelhout-Koele en Spar.
In 2008 werd Bakkerij Jonker te Oldebroek hoofdsponsor van de vereniging waarna deze de naam "Bakkerij Jonker Blauw Wit" kreeg.

### Toernooien
In 1977 organiseerden Gerard Damming en Wim Geerdink het eerste buitenvolleybaltoernooi in Oldebroek. Dit werd gespeeld op een trapveldje in Oldebroek waar nu het gemeentehuis staat. In een later stadium werd het grasveld achter De Talter de speelplek.
In de jaren 80 en 90 werden de toernooien steeds populairder, met enkele jaargangen waarbij meer dan 100 teams meededen.
Sinds 2012 wordt het toernooi gehouden op het voetbalveld van Voetbalvereniging Owios.
In 2007 organiseerde Martijn Boerendans met hulp van een groep vrijwilligers voor de eerste keer een beachvolleybaltoernooi in Oldebroek, aangesloten bij het regionale circuit. Er werd op meerdere locaties gespeeld. Onder meer het plein tegenover de dorpskerk, het Talterplein, parkeerterrein Vaessen en het oefenterrein van Rijschool Hendriks dienden als beachlocatie.

### Eigen beachvolleybalaccommodatie
Sinds 2021 beschikt Blauw Wit over een eigen beachvolleyballocatie op de sportaccommodatie in Oldebroek. Hier liggen permanent 3 beachvolleybalvelden welke door zowel leden als niet-leden van de vereniging kunnen worden gebruikt. Het jaarlijkse beachvolleybaltoernooi is uitgebreid tot een heuse beachweek waar op diverse avonden en in het weekend verschillende toernooien gehouden worden.

### 2e divisie voor de Heren
In het jaar 2009 behaalden de heren onder leiding van trainer Rijk Binnenkamp de 3e plek in de 3e (regio)divisie. Enkele weken later werd door de volleybalvereniging VVH uit Harderwijk een licentieruil voorgesteld, waardoor Blauw Wit de kans kreeg om aan de landelijke competitie mee te doen. De heren aanvaardden dit aanbod en speelden het seizoen 2009/2010 in de 2e divisie. Het werd een jaar waarin Blauw Wit moest vechten tegen de degradatie. Uiteindelijk werd dit lot bezegeld in de laatste wedstrijd tegen Dynamo (Apeldoorn). Blauw Wit verloor en kwam 2 punten tekort om rechtstreekse degradatie te voorkomen, en eindigde op de 11e plaats.

### Successen
In het seizoen 1999/2000 werd het eerste herenteam kampioen van de 1e klasse. Tweemaal wisten de mannen de regionale beker te winnen (in 2005 tegen Devolco'88 en 2023 tegen Set-up'65). In 2006 (tegen Renswouw) en 2012 (tegen Set-up'65) gingen de finales verloren.
De damesselectie beleefde het grootste succes in 2010, toen onder leiding van Rijk Binnenkamp de dubbel werd gewonnen (kampioen in de 1e klasse en winst regionale beker)

## De Talter
De Talter is al sinds jaar en dag de thuisbasis van Blauw Wit. Toen de Talter nog niet was gebouwd werd er gespeeld in de Reflexhal te Kampen en in de Van Sytzamalaan in Oldebroek. In het najaar van 2006 werd de Talter verbouwd tot Kulturhus. Dit werd 16 februari 2007 officieel heropend. De Talter is nog altijd thuisbasis van Blauw Wit. Sinds 2022 wordt er ook getraind in de nieuwe sporthal in Oosterwolde (MFC Oosterwolde). Dit omdat de vereniging hard groeit qua ledenaantallen.

## Spelniveau

### Heren 1
- 1963 / 1980 5e, 4e, 3e, 2e, 1e klasse
- 1980 / 1996 1e klasse
- 1996 / 1998 promotieklasse
- 1998 / 1999 promotieklasse
- 1999 / 2000 1e klasse
- 2000 / 2004 promotieklasse
- 2003 / 2004 regio(3e)divisie
- 2004 / 2006 promotieklasse (Winnaar regiobeker 2005)
- 2006 / 2009 regio(3e)divisie
- 2009 / 2010 Tweede divisie
- 2010 / 2015 Derde divisie
- 2015 / 2016 promotieklasse
- 2017 / 2018 1e klasse
- 2018 / 2021 promotieklasse
- 2022 / heden 3e divisie (Winnaar regiobeker 2023)

### Dames 1
- 1963 / 1980 5e, 4e, 3e, 2e, 1e klasse
- 1980 / 1996 1e klasse
- 1996 / 1998 2e klasse
- 1998 / 1999 2e klasse
- 1999 / 2000 2e klasse
- 2000 / 2001 1e klasse
- 2001 / 2002 1e klasse
- 2002 / 2004 promotieklasse
- 2004 / 2006 1e klasse
- 2006 / 2007 promotieklasse
- 2007 / 2010 1e klasse (Regiobeker winnaar 2010)
- 2010 / 2017 promotieklasse
- 2018 / 2022 1e klasse
- 2022 / heden promotieklasse